# Grupo Ornitológico Balear

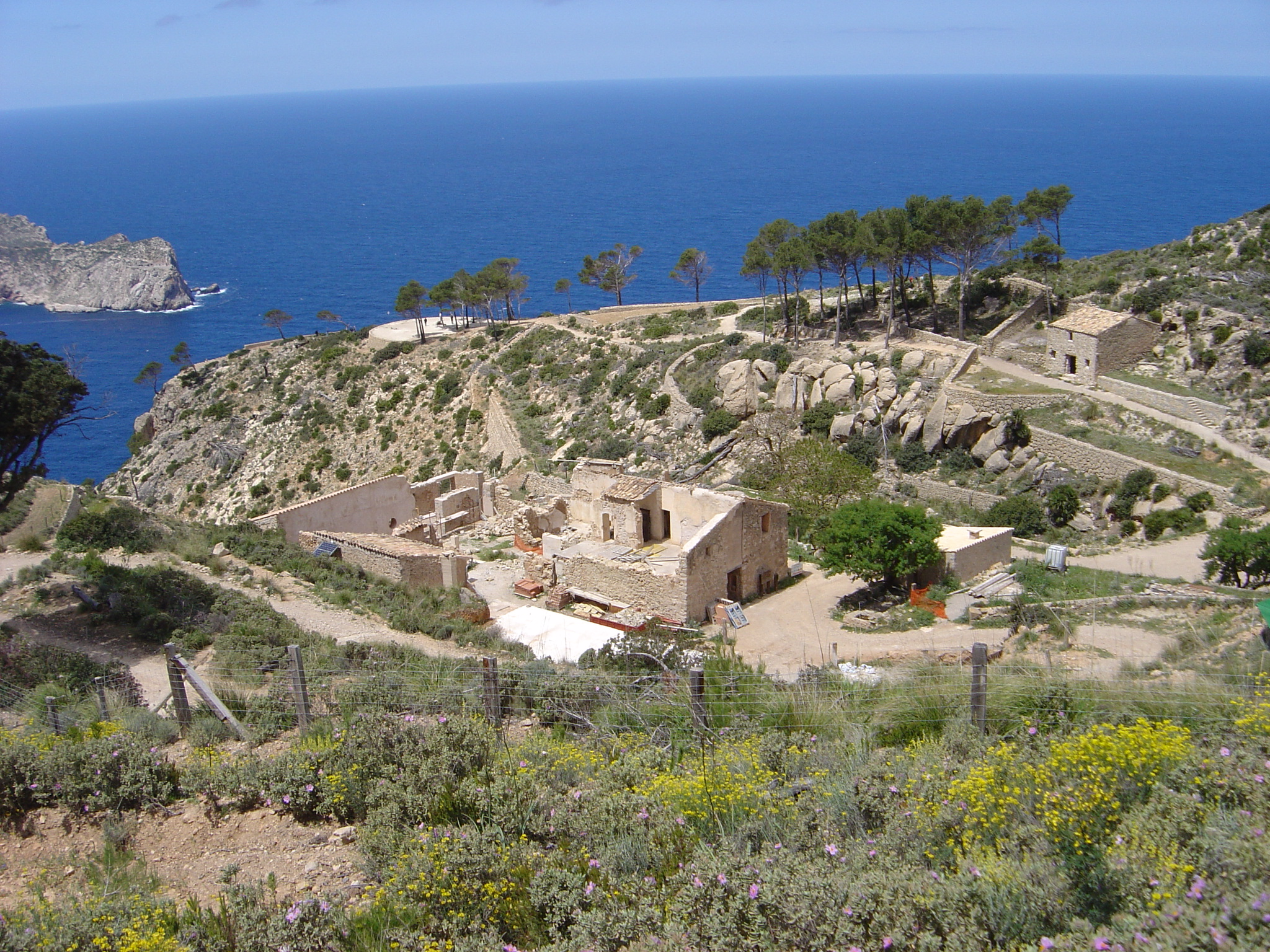
Finca de La Trapa adquirida por el GOB para su conservación.

El Grupo Ornitológico Balear (GOB) o Grup Balear d'Ornitologia i Defensa de la Naturalesa es una asociación no gubernamental fundada en 1973, sin ánimo de lucro y declarada de utilidad pública, cuyos objetivos son la defensa, la divulgación y el estudio de la naturaleza y del medio ambiente de las Islas Baleares (España). Se encuentra estructurada en cuatro secciones insulares (Mallorca, Menorca, Ibiza y Formentera) y en diversas delegaciones locales.
Sus actividades, desarrolladas en buena parte por personas voluntarias, abarcan la educación ambiental en escuelas y al aire libre, la realización de campañas divulgativas y la presentación de propuestas, la recuperación de animales silvestres heridos, la realización de estudios sobre zoología y botánica y el montaje de exposiciones fijas e itinerantes. Dispone de diversas instalaciones donde practica la agricultura sostenible.
Es miembro de la Unión Mundial para la Naturaleza (UICN) y de la Oficina Europea de Medio Ambiente (OEMA).